# Geolycosa carli
Geolycosa carli är en spindelart som först beskrevs av Eduard Reimoser 1934.  Geolycosa carli ingår i släktet Geolycosa och familjen vargspindlar. Inga underarter finns listade i Catalogue of Life.